# Lynda Benglis

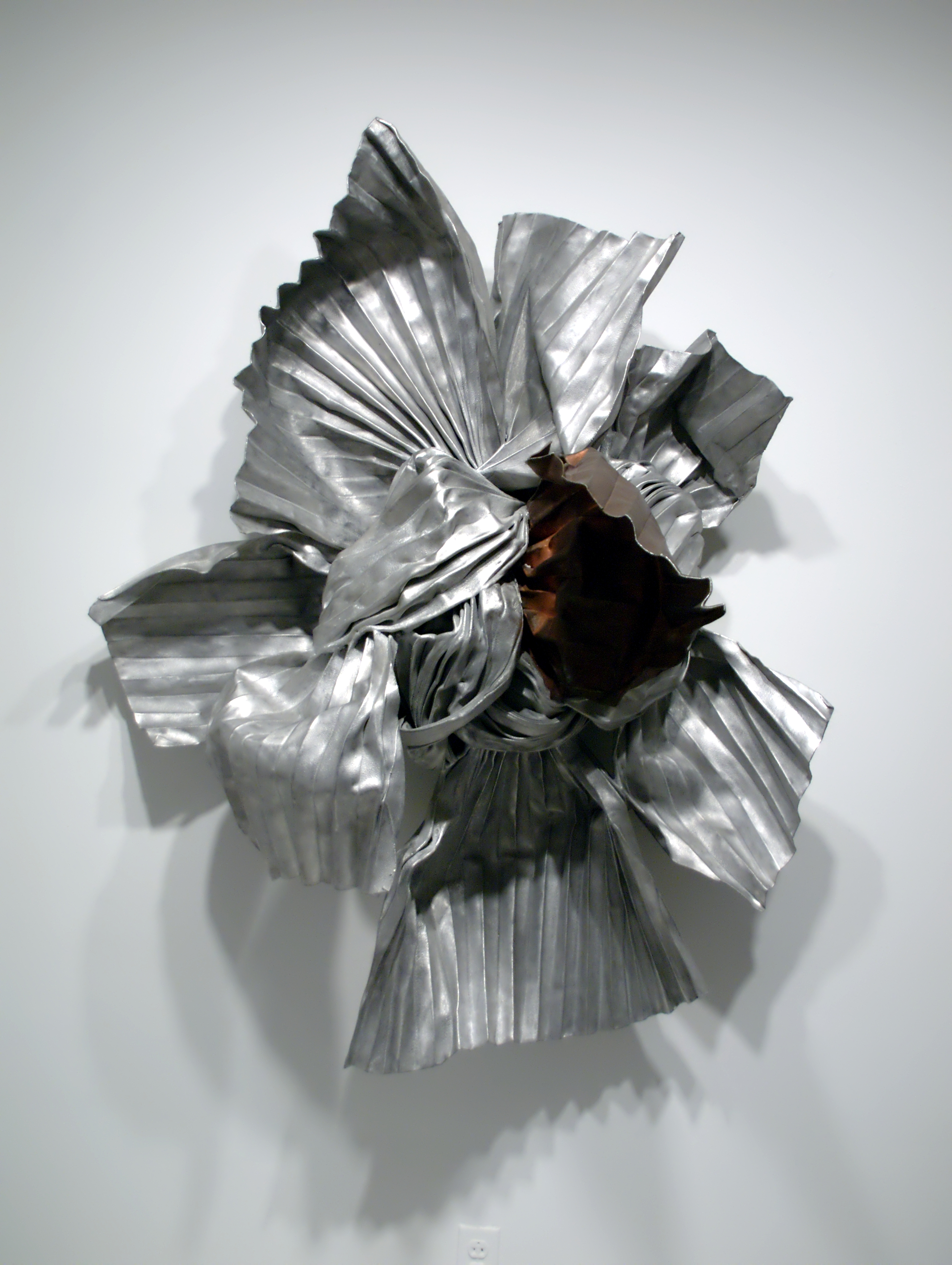
Eridanus

Lynda Benglis, född 25 oktober 1941 i Lake Charles, Louisiana, är en amerikansk konstnär, som bland annat gjort sig känd för sina vaxmålningar, latexskulpturer och sin feministiska konstnärliga praktik.

## Biografi
Lynda Benglis studerade på Newcomb College i New Orleans, där hon tog en kandidatexamen 1964. Hon flyttade därefter till New York. Hon uttrycker sig med organiska former i sina verk och är influerad av bland andra Barnett Newman och Andy Warhol. I sina tidiga verk använder hon sig av bivax, senare av polyuretan under 1970-talet och därefter av guld, zink och aluminium och andra metaller. Hon var kontroversiell fram till 1980-talet, främst därför att hon hade tydliga sexuella referenser.
Som många andra konstnärer vid denna tid experimenterade Lynda Benglis med slungande och droppande målningsmetoder i Jackson Pollocks efterföljd.
År 1971 började hon samarbeta med Robert Morris, och gjorde videoverken Mumble (1972) och Morris Exchange (1973). Benglis gjort ett antal videofilmer under 1970-talet, i vilka hon arbetade med frågor som självbild och kvinnoidentitet.

## Annons iArtforum
Lynda Benglis kände sig åsidosatt i en mansdominerad konstvärld och gjorde satir på pinuppbilder och Hollywood-artister. Hon valde en serie tidningsannonser som medium, en bildsvit som avslutades med en särskilt kontroversiell bild i utgåvan av Artforum i november 1974. I denna poserade hon med en stor latexdildo iklädd endast solglasögon som reklam för hennes nästkommande utställning på Paula Cooper Gallery.
Lynda Benglis anses vara ett tidigt exempel på arbete med genusperformance.

## Senare utställningar
Lynda Benglis första retrospektiva utställning i Europa visades november 2009 - januari 2010 på Irish Museum of Modern Art i Dublin i Irland.